# 十和田石
十和田石（とわだいし）は秋田県大館市比内町で産出される緑色凝灰岩（グリーンタフ）の商品名である。青白色の地に青緑色の地紋が入っており、保温性や保水性の高さから内装壁材やタイルなどの建材として使用されている。
鉄を還元性のある二価鉄の状態で含むことにより青色を呈するという特徴がある。

## 成分
十和田石は各鉱物が固まった複合岩石であり、十和田石が青石であるのは、石に含有される鉄・金属元素が酸化されていない、活性化した還元状態にあることによる。石粉を水に溶かしたものを測定すると、pH9程度の弱アルカリ性を示す。

## 分布
秋田県大館市 比内地区付近の山から採掘される。十和田石を産出する岩山の採石場周辺のボーリング調査によれば、地下数百メートル迄埋蔵されているものと推定されている。

## 特徴
- 多孔質である。
- 弱アルカリ性である。
- 石質が柔らかく、加工が容易である。
- 消臭・脱臭機能がある。
- 消音性能が良い

## 用途
十和田石は石板として、また、内装壁材・擁壁 ・石塀・門柱・敷石・石垣等、建築素材として使用される。また、防滑性、保温性、保水性に加え、美しい青色を呈すため、浴室の床材として利用されている。
近年ではその特徴から、石粉をバイオ素材・微生物飼料に、石粒を機能性壁材・土壌改良資材へと利用を広げ、環境石材としての活用性も認められてきている。採石場で発生する採石粉は従来は廃材として処分されていたが、抗菌剤としての有効活用を目指して研究が行われた。
産出地の大館市比内地区周辺では、民家の石垣などにも十和田石が多く利用されているほか、「比内総合支所」の議場の装飾など、公共施設の壁材として、また「大葛温泉市民浴場」「大葛温泉比内ベニヤマ荘」「中野温泉（比内町高齢者生産活動施設内）」「ひない温泉」などの温泉に使われている。大館駅の構内に設置された忠犬ハチ公像の台座・額・由来案内板は十和田石造である。また、音を適度に吸収する音響特性にも優れることから、「東京藝術大学」のコンサートホール「奏楽堂」にも採用されている。秋田県を代表する石材として、「秋田大学」、「大館市役所」などででも活用されている。また、奥入瀬渓流の法面擁壁等にも景観保護のために自然石である十和田石が活用されている。

## 採掘
地下50メートルの坑道内から、ブロック状に切りだして、地上に搬入、その後加工され、トラックや貨車で全国各地に運び出されている。